# عملیات سپیده‌دم سرخ
عملیات سپیده‌دم سرخ یا دستگیری صدام حسین (انگلیسی: Operation Red Dawn) عملیات نظامی آمریکایی بود که در ۱۳ دسامبر ۲۰۰۳ انجام شد. محل عملیات در الدور عراق در نزدیکی تکریت بود. عملیات سپیده‌دم سرخ با موفقیت همراه بود و به دستگیری صدام حسین، دیکتاتور عراق، منجر شد. مکان‌های شناسایی‌شده مورد جستجو قرار گرفت و در نهایت در ساعت ۲۰:۳۰ به وقت عراق، محل اختفای او یافته و صدام بدون مقاومت دستگیر شد. او بعدها در ۳۰ دسامبر ۲۰۰۶ به دار آویخته‌ شد.